# Райми, Али
Али Райми (Али Ибрагим Али Аль-Райми) (араб. علي الريمي‎; 7 декабря 1973 года, Мекка — 23 мая 2015 года, Йемен). Чемпион по версии UBO и IBI в первой наилегчайшей весовой категории, чемпион по версии IBI в минимальной весовой категории, чемпион Йемена среди любителей (2004—2007). Все свои 25 побед на профессиональном ринге одержал нокаутом, причем первые 21 из них закончил в первом раунде, установив, таким образом, мировой рекорд.

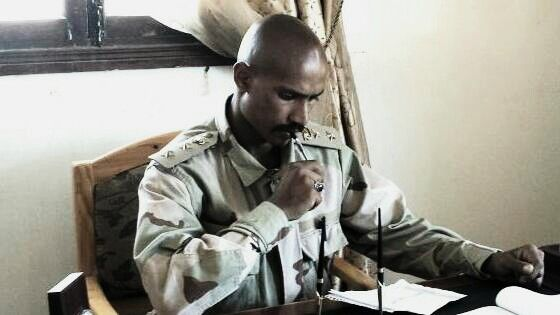
Полковник Али Райми